# マタルア

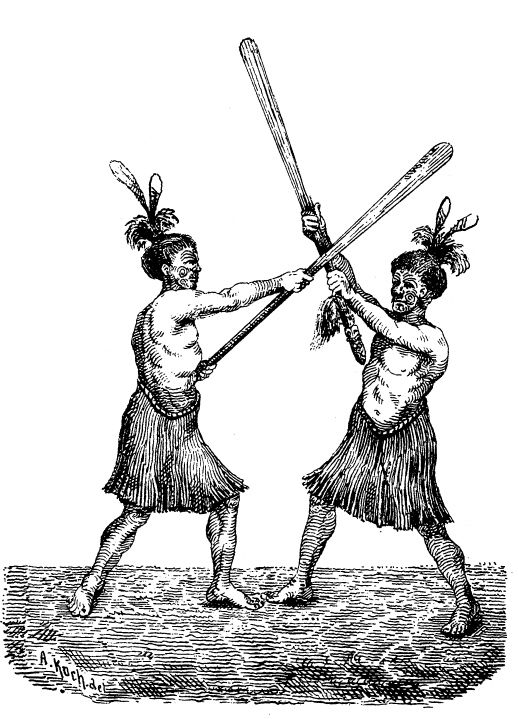
タヤハ術「第四の構え」

マタルアとは、ニュージーランドの先住民族のマオリ族に古くから伝わる棒術のこと。 
タイアハと呼ばれる棒を使う。
ロトルア湖のマコヤ島という島にあるワレ・トゥ・タウアと呼ばれる学校で教えられる。タヤハとパトゥは、神様の2人の息子によって渡されたという神話がある。